# 髙本善四郎
髙本 善四郎（たかもと ぜんしろう、1911年8月11日 - 2007年12月7日）は、日本の実業家、慈善活動家。ダイトロン創業者。

## 経歴
京都府舞鶴町（現舞鶴市）吉原地区生まれ。
吉原尋常小学校、京都府立舞鶴中学校（現京都府立西舞鶴高等学校）卒業後、貿易に携わるため、東京商科大学（現一橋大学）専門部に進学し、1944年に卒業後商社に入る。
太平洋戦争中は中国大陸で従軍し、日本の降伏後大阪で個人事業を起業。
東京通信工業の『テープコーダー』を扱い、1952年には大阪市北区に大都商事（現ダイトロン）を設立。
90歳で経営から引退後は、福祉や教育分野での慈善活動のため2001年に滋賀県にダイトロン福祉財団を設立、舞鶴市社会福祉協議会への寄付などを行った。
2002年一橋大学附属図書館にて髙本善四郎図書奨学基金創設、三浦新七、上田貞次郎、中村進午、米谷隆三、都留重人の資料の保存がなされた。2004年には舞鶴市立西図書館に寄付。
2006年からは舞鶴市立吉原小学校や京都府立西舞鶴高等学校等に図書などの寄贈を行った。
2007年舞鶴こども発達支援施設さくらんぼ園に建築資金を寄付。
同年肺炎のため箕面市の病院で死去。
享年96。
生前寄付は匿名で行われており、死後舞鶴市社会福祉協議会より明らかにされた。